# Jurišče
Jurišče – wieś w Słowenii, gmina Pivka. 1 stycznia 2017 liczyła 150 mieszkańców.